# Leonard Słończewski
Leonard Słończewski herbu Kościesza (zm. 27 marca 1562) – duchowny rzymskokatolicki, członek  zakonu bożogrobców, królewski kaznodzieja (kaznodzieja katedralny krakowski).
Po święceniach kapłańskich pełnił funkcję proboszcza krakowskiego kościoła św. Jadwigi. Od 1546 ordynariusz kamieniecki. Biskup kamieniecki 1546–1562. Prowadził działalność charytatywną, finansował odbudowę kościołów zniszczonych przez Tatarów.
Pochowany w katedrze w Kamieńcu Podolskim. 